# Miguel Zacarías
Miguel Zacarías Nogaim (Ciudad de México, 19 de marzo de 1905 - Cuernavaca, Morelos, 20 de abril de 2006) fue un director, productor y escritor de cine mexicano.

## Trayectoria
Hijo de padres libaneses. Realizó sus estudios con los maristas en México, Estados Unidos y Líbano. En 1931, viajó a Nueva York para estudiar arte dramático en la Universidad de Columbia, composición fotográfica y dirección. Un año más tarde, a su regreso a México, fundó, con su hermano, la compañía Latin Films. Fue uno de los pioneros del cine sonoro mexicano. Comenzó su carrera como director de cine en 1933. Desde los primeros años de su carrera desarrolló una reputación para reconocer y encontrar nuevos talentos de la actuación, llegando a impulsar las carreras de algunos de los más notables actores de México, incluyendo entre ellos a Pedro Armendáriz en Rosario, María Félix en El Peñón de las Ánimas, Marga López, Esther Fernández y Manuel Medel. 
Por su trabajo se le considera uno de los más importantes cineastas de la Época de Oro del cine mexicano.[cita requerida] Fue en 1986 cuando por última vez participó en la filmación de una película. Una vez retirado de la industria cinematográfica se dedicó a escribir. Su obra, en la mayoría inédita, abarca diversos géneros literarios, entre ellos poesía, novela, ensayo político, ensayo filosófico, cuento, crónica y obras de teatro. Murió a la edad de 101 años, el 20 de abril de 2006.

## Premios y distinciones
- Medalla de Oro en reconocimiento a sus 50 años en la industria del cine otorgada por la Sociedad Mexicana de Directores y Realizadores de Cine, Radio, Televisión y Audiovisuales en 1990.
- Ariel de Oro, en 1993.
- Presea de la Filmoteca, otorgada por la Filmoteca de la Universidad Nacional Autónoma de México (UNAM) en 1995.
- Diosa de Plata, en reconocimiento a su labor como pionero del cine mexicano en 1997.
- Medalla Salvador Toscano al mérito cinematográfico en 2001.

## Obra filmográfica
Fue director de más de cincuenta películas y escribió cincuenta y seis guiones cinematográficos, entre algunas de sus obras se encuentran:

### Productor
- El Peñón de las Ánimas (1943)
- Piña madura (1950)
- La marquesa del barrio (1951)
- Ahí viene Martín Corona (1952)
- La loca (1952)
- Escuela de música (1955)
- Cuidado con el amor (1954)
- La odalisca N° 13 (1958)
- El dolor de pagar la renta (1960)
- Rebelde casa pecado (1960)
- Dos criados malcriados (1960)
- Ven a cantar conmigo (1967)
- El pecado de Adán y Eva (1969)
- El médico módico (1969)
- Espérame en Siberia, vida mía (1971)
- Capulina contra los vampiros (1971)
- Me escapé de la Isla del Diablo (1973)

### Director
- Rosario (1935)
- El Peñón de las Ánimas (1942)
- Soledad (1947)
- Piña madura (1950)
- Ahí viene Martín Corona (1952)
- El enamorado (1952)
- Necesito dinero (1952)
- Ansiedad (1953)
- Cuidado con el amor (1954)
- Escuela de música (1955)
- Juana Gallo (1961)
- Juan Colorado (película) (1966)
- El pecado de Adán y Eva (1967)
- Capulina Corazón de león (1968)
- Jesús, nuestro Señor (1969)
- Jesús, el niño Dios (1970)
- Jesús, María y José (1970)

### Escritor
- Ansiedad (1953)
- El Peñón de las Ánimas (1943)
- Una carta de amor (1943)
- Si me han de matar mañana (1947)
- Piña madura (1950)
- La marquesa del barrio (1951)
- El enamorado (1952)
- Escuela de música (1955)
- Cuidado con el amor (1954)
- Jesús, el niño Dios (1970)
- La vida de nuestro Señor Jesucristo (1986)

### Obras publicadas como escritor de literatura
- 50 madrigales
- Voces de amor
- Drenaje profundo
- Sin miedo a la verdad
- Yo, Diógenes